# Malalbergo
Malalbergo (Malalbêrg in dialetto bolognese) è un comune italiano di 9 317 abitanti della città metropolitana di Bologna in Emilia-Romagna.
Il comune fa parte dell'Unione Terre di Pianura.

## Origini del nome
Il toponimo Malalbergo viene fatto comunemente derivare dalla malfamata locanda per viaggiatori che qui si trovava fino al XIX secolo. La struttura, situata dove il Canale Navile confluiva nelle paludi a sud di Ferrara, permetteva il ristoro e il riposo ai naviganti e commercianti da e per Bologna.

## Storia

### Simboli
Lo stemma e il gonfalone sono stati concessi con decreto del presidente della Repubblica del 19 luglio 1986.
Il gonfalone è un drappo tagliato di rosso e di azzurro.

## Monumenti e luoghi di interesse

### Architetture religiose
- Chiesa di Sant'Antonio Abate nel Capoluogo Malalbergo
- Chiesa dei Santi Cosma e Damiano nella frazione di Pegola: la chiesa attuale della frazione di Pegola è situata lungo la statale 64 Porrettana ed è stata costruita nel 2008[7] nei pressi di un fabbricato adibito a cappella in uso dagli anni '60 dopo che la chiesa parrocchiale precedente sita lungo un'ansa del canale Navile a poca distanza dal cimitero risultava troppo decentrata rispetto all'espandersi dell'abitato lungo la statale porrettana. La parrocchiale lungo il canale Navile era stata edificata nel 1892 su una struttura preesistente: sconsacrata dagli anni '60 è oggi in rovina. Dalla chiesa ottocentesca è stato trasferito alla nuova chiesa un dipinto con soggetto i Santi Cosma e Damiano e il miracolo della gamba trapiantata attribuito a Bartolomeo Ramenghi, Il Bagnacavallo[8].
- Chiesa di San Giovanni Battista, parrocchiale nella frazione di Altedo

### Aree naturali
Parte del territorio comunale è compreso nel sito di interesse comunitario e zona di protezione speciale "Biotopi e Ripristini ambientali di Bentivoglio, S. Pietro in Casale, Malalbergo e Baricella" (IT4050024).

## Società

### Evoluzione demografica
Abitanti censiti

### Etnie e minoranze straniere
Al 31 dicembre 2023 la popolazione straniera era di 1.163 persone, pari al 13,17% degli abitanti.

## Infrastrutture e trasporti
Il comune è attraversato dalla strada statale 64 Porrettana, che lo collega a Bologna e Ferrara. Il servizio di trasporto pubblico a Malalbergo è assicurato dalle autocorse suburbane svolte dalla società TPER.
Fra il 1891 e il 1955 Malalbergo rappresentò il capolinea di una tranvia che la congiungeva con Bologna, intensamente utilizzata sia per il traffico pendolare fra la campagna e gli opifici cittadini che per il trasporto delle barbabietole da zucchero, di cui l'abitato era uno dei principali centri di raccolta.

## Amministrazione
Di seguito è presentata una tabella relativa alle amministrazioni che si sono succedute in questo comune.
| Periodo        | Periodo        | Primo cittadino    | Partito | Carica  | Note   |
| -------------- | -------------- | ------------------ | --- | ------- | ------ |
| 14 giugno 1985 | 24 aprile 1995 | Claudio Bonzi      | PCI, PDS | Sindaco | [ 11 ] |
| 24 aprile 1995 | 14 giugno 2004 | Raffaele Finelli   | IND, L'Ulivo                                                                                                  | Sindaco | [ 11 ] |
| 14 giugno 2004 | 26 maggio 2014 | Massimiliano Vogli | centro-sinistra                                                                                               | Sindaco | [ 11 ] |
| 26 maggio 2014 | 10 giugno 2024 | Monia Giovannini   | lista civica: Amiamo Altedo Malalbergo (primo mandato) lista civica: Per un futuro concreto (secondo mandato) | Sindaco | [ 11 ] |
| 10 giugno 2024 | in carica      | Massimiliano Vogli | lista civica: Un futuro insieme                                                                               | Sindaco | [ 11 ] |

### Gemellaggi
Saint-Denis-de-Pile dal 2024